# Wilhelm Uhlig (Jurist)

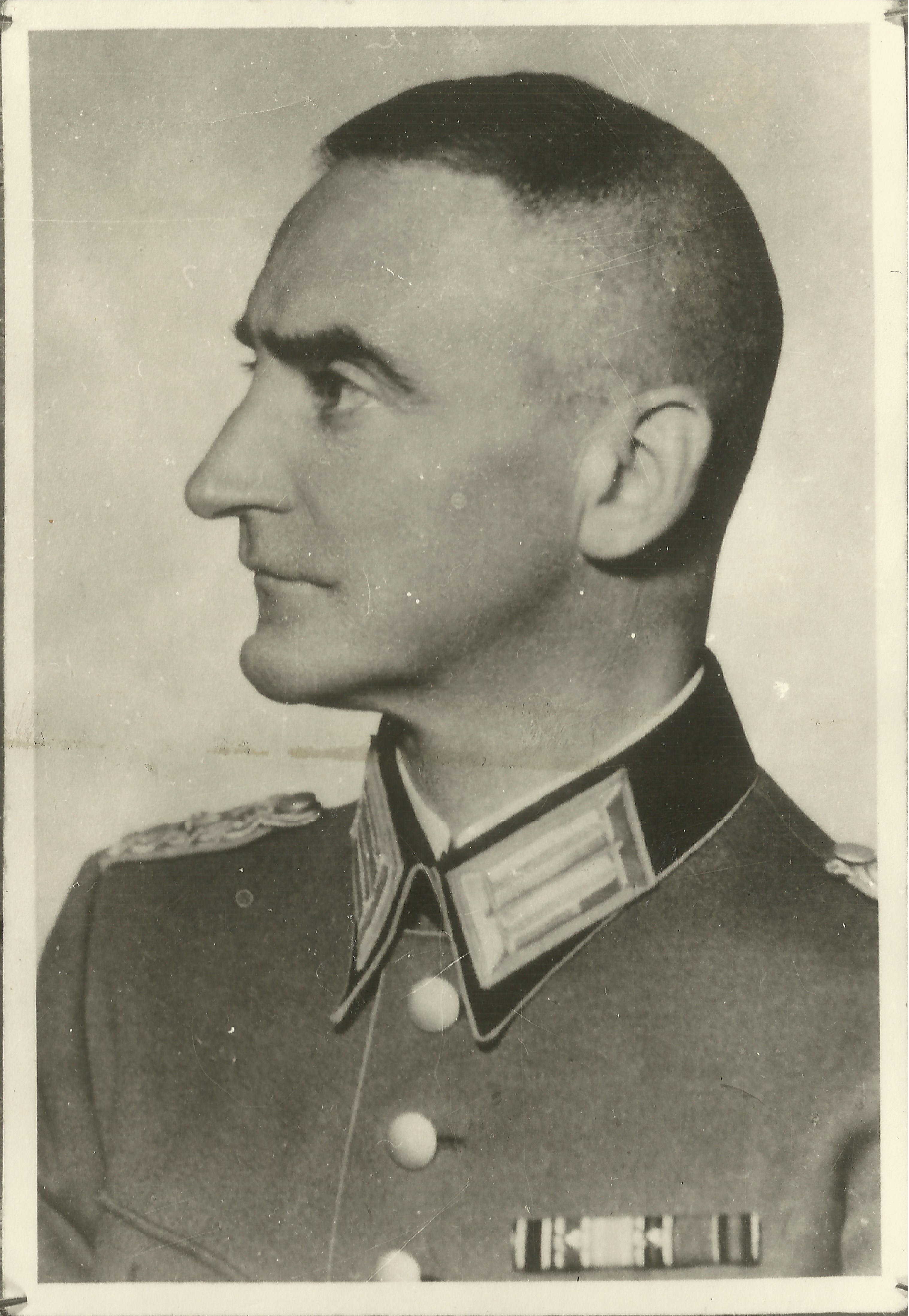
Albert Wilhelm Uhlig in Uniform

Albert Wilhelm Uhlig (* 9. September 1891 in Dresden; † 6. Mai 1945 in Leubnitz) war ein deutscher Verwaltungsjurist. Er war von 1942 bis 1945 Polizeipräsident in Plauen im Vogtland.

## Leben und Wirken
Er war der Sohn des August Wilhelm Otto Uhlig, * 31. Oktober 1851 in Dresden, † 6. Juni 1893 in Dresden-Blasewitz, Handlungsbevollmächtigter bei der Dresdner Bank AG, und dessen Frau Louise Bertha Uhlig, geb. Bachstein.
Nach dem Schulbesuch (Dreikönigschule / Reformrealgymnasium in Dresden-Neustadt) studierte er Jura. Am 20. August 1914 legte er die 1. juristische Staatsprüfung propraxi et baccalaureate ab.
Seit Anfang November 1914 befand er sich im Heeresdienst (Frontkämpfer), geriet im August 1918 in französischer Gefangenschaft, aus der er spät entlassen wurde.
Auf Anordnung des Justizministeriums wurde er ab 10. März 1920 dem Amtsgericht (PLZ 01662) Meißen, ab 1. Oktober 1920 dem Amtsgericht (PLZ 01683) Nossen und ab 1. April 1921 dem Amtsgericht (PLZ 02742) Neusalza-Spremberg zur Ableistung des Vorbereitungsdienstes zugeteilt.
1921 promovierte er zum Dr. jur. Das Thema seiner Dissertation lautete Das Wechselmahnverfahren (Inauguraldissertation zur Erlangung der juristischen Doktorwürde eingereicht bei der juristischen Fakultät der Universität Leipzig). Am 18. November 1922 legte er das große juristische Staatsexamen erfolgreich ab.

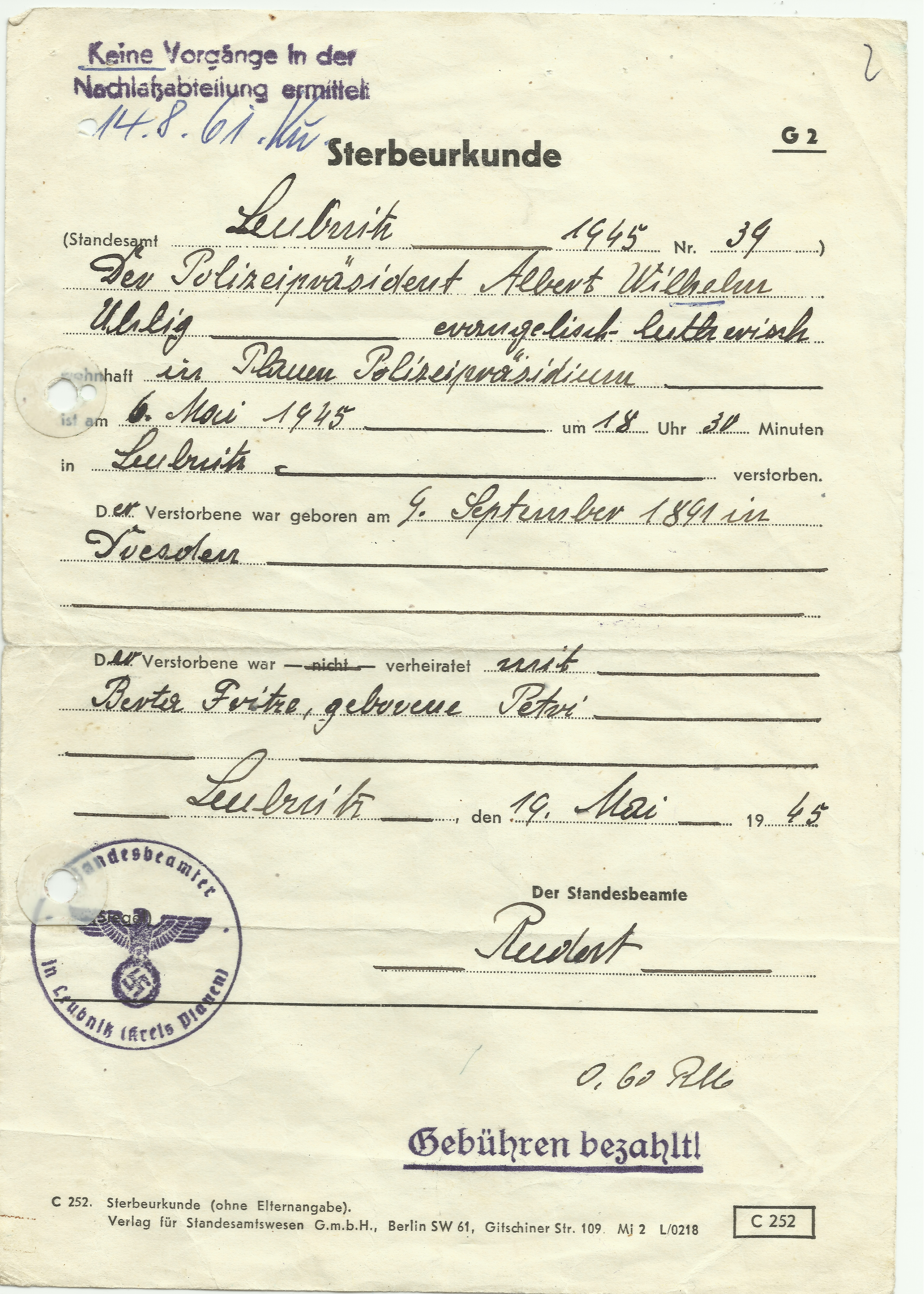
Sterbeurkunde von Wilhelm Uhlig

- am 1. Oktober 1923  trat er als Assessor in den Dienst der Amtshauptmannschaft Annaberg an. Mit Wirkung vom 1. September 1925 wurde er zu Regierungsrat befördert.
- vom 16. September 1925  bis 15. September 1927 war er beim Oberversicherungsamt Dresden
- vom 16. September 1927 bis 31. Mai 1931 arbeitete er beim Arbeits- und Wohlfahrtsministerium Dresden
- vom 1. Juni 1931 bis 13. August 1933 war das Oberversicherungsamt Dresden sein Tätigkeitsfeld
- vom 14. August 1933 bis 30. November 1935 war er beim Ministerium des Inneren in Dresden beschäftigt
- am 1. Dezember 1935 Beförderung zum Oberregierungsrat und Fortführung der Tätigkeit im Innenministeriums Dresden bis zum 28. Februar 1937
- vom  1. März 1937 bis zum 14. April 1937 bei der Geheimen Staatspolizei, Staatspolizeileitstelle Dresden
- vom 15. April 1937 bis zum 21. Dezember 1941 war die staatliche Polizeiverwaltung Dresden sein Tätigkeitsumfeld
- zum 22. Dezember 1941 wurde er mit der vertretungsweisen Wahrnehmung der Dienstgeschäfte des Polizeipräsidenten Plauen beauftragt
- am 12. Juni 1942 wurde die Ernennungsurkunde per faksimilierter Unterschrift zum Polizeipräsidenten in Plauen ernannt
- Von März 1923 bis August 1925 war er eingetragenes Mitglied der SPD.

Am 1. Juni 1931 wurde er Mitglied der NSDAP (Mitgliedsnummer 620.346) und der SS (SS-Nummer 263.293). Dort war er im Schutzstaffel-Stab Oberabschnitt Elbe als Hauptsturmführer (analog Hauptmann/Rittmeister) eingesetzt und wurde 1941 zum Sturmbannführer (analog Major) ernannt.
Als Polizeipräsident des Polizeipräsidiums Plauen war er bis Kriegsende maßgeblich an allen wichtigen polizeilichen Aktionen im Stadtkreis Plauen und dem sächsischen Vogtland beteiligt.
Das Gebäude des Polizeipräsidiums in Plauen befand sich in der Blücherstraße, der heutigen Freiheitsstraße, und wurde beim schweren Bombenangriff am 19. März 1945 teilweise zerstört. Einen Monat später rückten am 16. April 1945 die Amerikaner in Plauen ein.
Uhlig wurde vom 8. April 1945 im Ausweichlager Leubnitz des Krankenhauses Plauen bis zu seinem Tode am 6. Mai 1945 dort stationär behandelt. Er starb an einer diffusen Peritonitis (Bauchfellentzündung) bei einem perforierten Duodenal Ulcus (durchgebrochenes Zwölffingerdarmgeschwür). Sein Grab befand sich jahrzehntelang auf dem Leubnitzer Friedhof.

Sein Grab auf dem Leubnitzer Friedhof

## Familie
Er war verheiratet mit Berta Fritzi Uhlig, geb. Petri, (* 28. Februar 1907 in Nordhausen - † 11. Oktober 1999 in Köln) Hoteliers-Tochter aus Nordhausen. Die Schwester seiner Frau war Johanna Helene (Leni) Blumenfeld (geb. Petri) * 1894; † 1969, die mit dem jüdischen Kinderarzt aus Kassel Felix Blumenfeld (* 2. Mai 1873 in Gießen; † 25. Januar 1942 in Kassel) verheiratet war.
Zusammen hatten sie vier Kinder, von denen nur noch die einzige Tochter lebt. In Dresden wohnten die Familie zunächst in der Regensburger Straße, später in der Malerstraße in Loschwitz. Die Familienmitglieder flüchteten nach dem Tod des Ehemanns/Vater in den folgenden Jahren aus der damaligen SBZ/DDR in den Westen.